# Kecskebűvölők (film)
A Kecskebűvölők (eredeti cím: The Men Who Stare at Goats) 2009-ben bemutatott brit-amerikai filmvígjáték Grant Heslov rendezésében, George Clooney, Ewan McGregor, Jeff Bridges és Kevin Spacey főszereplésével. A film alapjául Jon Ronson azonos című könyve szolgált, mely Ronson az amerikai hadsereg paranormális kísérleteinek feltárására irányuló kutatásait mutatja be.
A film premierje 2009. szeptember 8-án volt a 66. Velencei Nemzetközi Filmfesztiválon. Mozikban 2009. november 6-án mutatták be, Magyarországon 2010. március 25-én debütált a Fórum Hungary forgalmazásában.

## Cselekmény
|  | Alább a cselekmény részletei következnek! |

Bob Wilton, Ann Arbor újságjának szerencsétlenkedő riportere egy nap egy Gus Lacey nevű férfival készít interjút, aki azt állítja, hogy paranormális képességekkel rendelkezik, amelyeket az amerikai hadsereg egy különleges alakulatában kamatoztatott korábban. Wilson nem nagyon hiszi el a férfi szavait, és annyiban is hagyja a dolgot. Egy nap azonban felesége elhagyja Wilsont a főszerkesztő kedvéért, ezért Wilson hirtelen haragjában úgy dönt, az iraki háborúról fog tudósítani. Kuwaitban véletlenül megismerkedik Lyn Cassady-vel (George Clooney), aki elárulja neki, hogy Lacey igazat mondott, valóban létezett egy különleges alakulat, melynek tagjai – akiket Lyn Jedi-harcosoknak hív – természetfeletti képességekkel rendelkeztek.
Az alakulatot Bill Django (Jeff Bridges) alapította, aki megsérült a vietnámi háborúban, és egy lázálma során „ráébredt”, hogy meg kell reformálni az amerikai hadsereget. Django az 1970-es években hat évet töltött a különféle New Age-mozgalmak (többek között különféle hippimozgalmak) beható vizsgálatával, majd megalakította az Új Föld Hadsereget, melyhez felsőbb katonai köröktől kapott támogatást, abban a hiszemben, hogy a szovjetek már elkezdtek kísérletezni a paranormális erőkkel bíró katonákkal, és az USA sem maradhat le mögöttük.
Az 1980-as években Lyn Cassady és Larry Hooper (Kevin Spacey) voltak Django legjobb tanítványai. Hooper hamar irigykedni kezdett a jobb képességekkel rendelkező Cassadyre.
Lyn felfedi Wilson előtt, hogy „küldetésen” van, bár az Új Föld Hadsereget Hooper ármánykodásai nyomán rég feloszlatták, Bill Django pedig eltűnt. Wilson csatlakozik Lynnhez a sivatagon át vezető úton, ahol banditák kezére kerülnek, de sikerül megszökniük. Miután autójuk aknára hajt és felrobban, Lyn és Bob gyalog vág neki a sivatagnak. Útközben Lyn elmeséli, hogy a hadsereg arra kérte, képességei bizonyításaképp állítsa le egy kecske szívét, amit vonakodva bár, de végül megtett, azzal, hogy intenzíven bámulta a kecskét pár percig. A kecske megölése bűntudatot ébresztett Lynben, mivel ellentétes volt az Új Föld Hadsereg filozófiájával, és Lyn úgy hitte, átok szállt rá és az egységére is, és a kecske megölése miatt elveszítette képességei nagy részét.
Sivatagi szorult helyzetükből egy paranormális tevékenységeket kutató cég emberei mentik meg a két férfit. Kiderül, hogy a cég vezetője nem más, mint Hooper és hogy a depressziós és alkoholista Bill Django is neki dolgozik. Miközben az elkeseredett és kiábrándult Lyn betegen fekszik a táborban, Django megtanítja Bobnak az Új Föld Hadsereg módszereit, majd LSD-t tesznek a tábor vízkészletébe és az ételbe – így amíg a kábult katonák virággal a kezükben szökdécselnek és vigyorognak, Bill, Bob és Lyn kiszabadítja a kísérleti célra fogva tartott helyi lakosokat és a kecskéket, majd az újra hitet nyert Lyn és Django egy helikopterrel ismeretlen helyre távozik.
Wilson megfogadja, hogy a történet napvilágot fog látni; megírja és eljuttatja a médiához, ám ott viccre veszik a dolgot. Wilson megígéri magának, hogy nem nyugszik, míg komolyan nem veszik a történetet, majd saját paranormális erejét használva átfut irodája falán.
|  | Itt a vége a cselekmény részletezésének! |

## Szereplők
| Színész         | Szerep                      | Magyar hang    |
| --------------- | --------------------------- | -------------- |
| George Clooney  | Lyn Skip Cassady            | Szervét Tibor  |
| Ewan McGregor   | Bob Wilton                  | Anger Zsolt    |
| Jeff Bridges    | Bill Django                 | Sörös Sándor   |
| Kevin Spacey    | Larry Hooper                | Kőszegi Ákos   |
| Stephen Lang    | Dean Hopgood dandártábornok | Barbinek Péter |
| Robert Patrick  | Todd Nixon                  | Tarján Péter   |
| Waleed Zuaiter  | Mahmud Daash                | Kardos Róbert  |
| Stephen Root    | Gus Lacey                   | Forgács Gábor  |
| Glenn Morshower | Holtz őrnagy                | Rosta Sándor   |
| Nick Offerman   | Scotty Mercer               |                |
| Rebecca Mader   | Debra Wilton, Bob felesége  |                |